# Нагасе (река)
Нагасе (яп. 長瀬川 нагасэ-гава) — река на острове Хонсю, Япония, протекает по территории префектуры Фукусима. Согласно японской классификации, является рекой первого класса (как часть системы реки Агано, к бассейну которой она относится). Длина реки составляет 23,2 км. Площадь водосбора — 438,9 км².
Нагасе берёт начало на высоте 819 м из озера Хибара (у плотины Котакамори (яп. 孤鷹森水門)) на территории села Китасиобара.
Река течёт на юг, огибая с востока подножье вулкана Бандай. Через 1,2 км она протекает через озёро Оногава, далее течёт через Акимото и впадает в озеро Инавасиро в одноимённом посёлке на высоте 514 м.
По пути в реку впадают притоки, стекающие с хребтов Адатара и Адзума, в том числе Сукава (酸川, впадает на высоте 555 м).
Ещё в середине XX века река разделялась у устья на два рукава, но позже один из них занесло песком.
Уклон реки в верховьях (до деревни Нагасака) составляет около 1/40, от Нагасаки до района Одзигакура — около 1/90, в низовьях — 1/500.
15 июля 1888 года произошло извержение расположенного рядом вулкана Бандай. В результате обрушился его пик объёмом 1,7 км³, и образовавшиеся от этого селевые потоки перекрыли долины нескольких рек, включая Нагасе, образовав в её русле три крупных озера — Хибару, Акимото и Оногава. Всего таким образом появилось более 300 водоёмов завального происхождения.
Вулканические естественные плотины были неустойчивы, и их несколько раз прорывало. Крупные наводнения происходили в 1888, 1890, 1894, 1897, 1898, 1902, 1906, 1910, 1911 и 1913 годах.
Исследование 1997 года показало, что кислотность воды на разных участках Нагасе и её притока Сукавы составляет 2-5, кислота попадает в реку из заброшенных шахт. Концентрация алюминия составила ок. 8000 мг/л, железа — ок. 1200 мг/л.